# Andry Laffita
Andry Laffita Hernández (ur. 26 marca 1978 w Pinar del Río) – kubański bokser, wicemistrz olimpijski, wicemistrz świata.
Występuje na ringu w wadze muszej. Zdobywca srebrnego medalu w igrzyskach olimpijskich w 2008 roku w Pekinie.
W 2005 roku podczas mistrzostw świata amatorów w Mianyang zdobył srebrny medal w kategorii do 51 kg.